# Marktabgrenzung
Mithilfe der Marktabgrenzung wird im deutschen und europäischen Kartellrecht der für die Beurteilung einer marktbeherrschenden Stellung relevante Markt bestimmt. Denn um zu beurteilen, ob ein Unternehmen „marktbeherrschend“ ist, ist durch eine wertende Betrachtung zu ermitteln, auf welchem Markt diese Stellung bestehen könnte. Beispielsweise macht es einen Unterschied, ob für die Beurteilung der Marktmacht eines Konzerns wie Chiquita auf den gesamten Weltmarkt für frische Früchte (dort nur ein Marktanteil von 5 %) oder nur auf den Markt für Bananen (dort 50 %) abgestellt würde. Der relevante Markt muss dabei in sachlicher, räumlicher und gegebenenfalls auch in zeitlicher Hinsicht abgegrenzt werden.
Ferner wird der Begriff in der Volkswirtschaftslehre dazu benutzt, dass Anbieter einen relevanten Markt durch Produktgruppen verwandter Produkte oder Dienstleistungen von einem anderen Markt abgrenzen können.

## Kartellrecht

### Sachliche Marktabgrenzung
Die sachliche Marktabgrenzung ist das Kernstück der Marktermittlung. Hier geht es um die Frage, welche Waren/Dienstleistungen der relevante Markt gegenständlich umfasst.
Bedarfsmarktkonzept
In der Praxis hat sich in Deutschland das Bedarfsmarktkonzept durchgesetzt. Danach sind dem relevanten Angebotsmarkt alle Produkte und Dienstleistungen zuzurechnen, die aus der Sicht der Nachfrager nach Eigenschaft, Verwendungszweck und Preislage zur Deckung eines bestimmten Bedarfs austauschbar sind. Es kommt also entscheidend auf die funktionelle Austauschbarkeit der Ware/Dienstleistung aus Sicht der Marktgegenseite – bei Absatzmärkten ist dies z. B. der Verbraucher – an. Maßgebend ist dabei die tatsächliche Anschauung der Abnehmer. Eine physikalisch-technische oder chemische Identität ist nicht notwendig. Es kann durchaus vorkommen, dass die Abnehmerauffassung in manchen Fällen enger (eigener Markt für Klinker; kein gemeinsamer mit Zement oder Kalkstein) und in manchen weiter (Gemeinsamer Markt für Arzneimittel und wissenschaftlich nicht fundierte Produkte) ist. Bei der Frage der funktionellen Austauschbarkeit dürfen die tatsächlichen Gewohnheiten der Abnehmer nicht außer Acht gelassen werden: So sind etwa Nass- und Trockenrasur durchaus austauschbar, üblicherweise findet ein Systemwechsel bei den Nutzern jedoch nicht statt. Beachtet werden müssen auch potentielle Alternativen. Zum relevanten Markt müssen dementsprechend auch die Hersteller gerechnet werden, die in der Lage sind, die Eigenschaften  ihrer Waren auf ähnliche Bedürfnisse anderer Nachfrager umzustellen (Angebotsumstellungsflexibilität). Nichts hindert etwa einen Hersteller von Tierfutterdosen, neben solchen für Hundefutter auch Dosen für Katzenfutter herzustellen. Ein Hersteller von Portalhubwagen kann dagegen nicht ohne Weiteres Reach-Stacker bauen.
Die Kommission setzt im Rahmen des Bedarfsmarktkonzepts verstärkt auf das Kriterium der Kreuzpreiselastizität. Nach dem sogenannten SSNIP-Test (englisch Small but significant and nontransitory increase in price) wird die Frage gestellt, ob die Nachfrager als Reaktion auf eine angenommene kleine, aber nicht gänzlich unbedeutende, dauerhafte Erhöhung der relativen Preise (im Bereich zwischen 5 % und 10 %) für die betreffenden Produkte bzw. Gebiete auf leicht verfügbare Substitute ausweichen würden. Dieser Test ist jedoch nicht unumstritten. Insbesondere kann der SSNIP-Test bei  (nahezu) monopolisierten Märkten irreführend sein, da unabhängig von der Weite der Marktabgrenzung eine Preiserhöhung nie eine Gewinnsteigerung mit sich brächte, da die Preise des betreffenden Marktes vom Monopolisten schon auf das maximal gewinnbringende Niveau gesetzt wurden. Unter Anwendung des SSNIP-Test gelangt man auf einem solchen Markt daher potenziell zu einer endlosen Marktabgrenzung (sog. Cellophane Fallacy). Problematisch ist im Einzelfall außerdem die Gewinnung belastbarer Daten zur Durchführung des Tests. In der Praxis werden vielfach Abnehmerbefragungen durchgeführt, deren Objektivität in Literatur und Rspr aber stark angezweifelt wird. Hilfsweise werden bisweilen etwa die Auswirkungen vergangener Marktereignisse auf das Abnehmerverhalten (sog. Schockanalyse) betrachtet oder die langfristige Preisentwicklung verschiedener Produkte verglichen (sog. Preiskorrelationsanalyse). Der BGH akzeptiert den SSNIP-Test dementsprechend nur als ein Indiz von vielen.

### Räumliche Marktabgrenzung
Auch hier kommt es maßgeblich auf die funktionelle Austauschbarkeit aus Sicht der Marktgegenseite an. So kann der Einzelhandel seinen Bedarf an Staubsaugerbeuteln mithilfe von Anbietern aus ganz Europa decken, Transportbeton kann dagegen nur in einem beschränkten Umkreis um das jeweilige Werk bezogen werden, während für Autofahrer gar nur diejenigen Schilderpräger, die nur wenige Meter von der jeweiligen Zulassungsstelle entfernt liegen, in Betracht kommen.

### Zeitliche Marktabgrenzung
Auf einen zeitlichen Markt ist nur ausnahmsweise abzustellen. So kann etwa der Werbemarkt für ein einziges Spitzenfußballspiel einen eigenen relevanten Markt darstellen. Solange sich jedoch Wettbewerbsverhältnisse nicht ändern, müssen sie auch nicht in verschiedene Zeitabschnitte aufgeteilt werden.

## Volkswirtschaftslehre
Eine Marktabgrenzung ist die für Ziele „nach zweckmäßigen Variablen und mit Hilfe geeigneter Verfahren durchgeführte Unterteilung eines globalen Marktes in homogene Teilmärkte“. Sie löst einen relevanten Markt aus dem aus interdependenten Teilmärkten bestehenden Gesamtmarkt heraus. In diesem Zusammenhang spielt die Substitutionslücke eine große Rolle, weil die Substitutionsgüter eigene Produktgruppen auf einem eigenen relevanten Markt bilden und dieser von anderen relevanten Märkten mit nicht verwandten Produktgruppen getrennt ist.